# Distrito de Calana
Calana, (del aimara: Kaala hana ‘ lugar con abrigo de piedras, lugar pedregoso’) El distrito peruano de Calana es uno de los 11 distritos de la provincia de Tacna, ubicada en el departamento de Tacna, bajo la administración del Gobierno regional de Tacna, al sur del Perú.
Desde el punto de vista jerárquico de la Iglesia católica forma parte de la Diócesis de Tacna y Moquegua la cual, a su vez, pertenece a la Arquidiócesis de Arequipa.

## Historia
El distrito de Calana fue creado mediante Ley S/N del 20 de agosto de 1872, en el gobierno del Presidente Manuel Prado y Lavalle.

## Demografía
Cuenta con una población de 2 625 habitantes.

## Pueblos
Está compuesto de los siguientes pueblos:
- 8 de Octubre

- Alto Calana
- Calana - cercado
- Cani Cani
- Caplina
- Casa Huerta Santa Rita
- Cerro Blanco
- El Triunfo
- La Rinconada
- Los Milagros
- Pampas de San Francisco
- Pecuaria Calana
- Piedra Blanca
- Santa Rita
- Vilauta
- Villa El Pacífico
- Virgen de Copacabana

## Autoridades

### Municipales
- 2019 - 2022[4]
  - Alcalde: Enrique Taquila, de Frente Esperanza por Tacna.
  - Regidores:

  1. Estela Gamero López (Perú Patria Segura)
  2. Pedro López Espinoza Chura (Perú Patria Segura)
  3. Cristian Barrientos Tintaya (Perú Patria Segura)
  4. Elena Peralta Callacondo (Perú Patria Segura)
  5. Magdalena Mena Caipa (Frente Unitario Popular)

## Festividades
- Junio: San Juan.
- Agosto 20: Aniversario distrital.
- Octubre: Virgen del Rosario.